# Maurilia mandraka
Maurilia mandraka är en fjärilsart som beskrevs av Pierre E.L. Viette 1982. Maurilia mandraka ingår i släktet Maurilia och familjen trågspinnare. Inga underarter finns listade i Catalogue of Life.